# گروه چاینا واتر
گروه چاینا واتر (انگلیسی: China Water Group) شرکت آب هنگ کنگی است، که در سال ۱۹۹۸ تأسیس شد.